# Jan Dokulil (učitel)
Jan Dokulil (24. dubna 1887 Nová Ves – 10. září 1957 Jihlava) byl český učitel, národopisec, genealog, muzeolog a spisovatel.

## Biografie
Narodil se v Nové Vsi u Třebíče v rodině láníka Jana Dokulila a Anny roz. Dokulilové. 
V roce 1908 se stal učitelem v Lesonicích a po první světové válce přešel do Třebíče, kde učil v různých školách, naposledy v roce 1942 ve škole na Nových Dvorech. Z této školy byl násilně přemístěn do výslužby. 
Po druhé světové válce byl reaktivován a stal se knihovním inspektorem v Třebíči. V této době vedl i divadelní knihovnu při okresní osvětové radě a také řídil výběr divadelních her. Byl také předsedou muzejního spolku v Třebíči a vedl Městské muzeum v Třebíči, také byl archivářem okresního archivu v Třebíči.

## Dílo
- Náš kraj v pověstech a lidovém vyprávění – ilustrace František Křesťan. Třebíč: E. Čapek, 1937
- Učme se znát dějiny svého rodu. [1. díl] – Třebíč: Hospodářský věstník, 1940
- O zkamenělé bábě Alruně: divadelní hra pro mládež – Třebíč: 1941
- Učme se znát dějiny svého rodu. [2. díl] – Třebíč: vlastním nákladem, 1945
- Třebíčsko v pověstech – Třebíč: 1949